# Josef Strobl (Geograph)
Josef Strobl (* 2. September 1958 in Wien) ist ein österreichischer Geograph und Geoinformatiker.

## Leben
Josef Strobl studierte Geographie, Meteorologie und Geologie an der Universität Wien. Seit 1985 forscht und lehrt er an der Universität Salzburg, an der er 1993 in Geographie habilitierte. Ab August 2012 war er Leiter des Fachbereichs Geoinformatik – Z_GIS der Universität Salzburg und ist seit 2010 wirkliches Mitglied der Österreichischen Akademie der Wissenschaften. 2025 wurde er in die Academia Europaea aufgenommen.

## Auszeichnungen
- 2018: Ehrenzeichen des Landes Salzburg[3]